# Aldrovandia phalacra
Aldrovandia phalacra (лат.) — вид лучепёрых рыб из семейства галозавровых (Halosauridae). Широко распространённый обитатель батиальной зоны.

## Описание
Тело вытянутое, цилиндрической формы, достигающее длины 40—50 см. Рыло заострено, верхняя челюсть длиннее нижней. На голове и жаберных крышках нет чешуи. По мере взросления ноздри самцов вытягиваются в трубки и темнеют. Вдоль боковой линии находится ряд из 24—28 крупных чешуек. Спинной плавник имеет 10—12 мягких лучей, брюшные — 1 жёсткий и 8 мягких, грудные — 1 жёсткий и 11—13 мягких лучей. Голова имеет тёмно-синюю окраску, более насыщенную в нижней её части, выражена тёмная полоса вокруг жаберных щелей. Тело бледно-серое.

## Распространение
Глубоководная рыба, обитающая на глубинах от 500 до 2300 метров. Встречается в тёплых водах континентального шельфа, вокруг островов и вблизи подводных горных хребтов. Ареал включает в себя Восточную Атлантику между 15° и 45° с. ш., Западную Атлантику в аналогичных широтах, шельфы Южной Африки и Бразилии, Индийский океан и окрестности Гавайского архипелага. Являлся самым многочисленным видом рыб в исследовательских тралах, собранных вокруг горы Медведь (подводная горная система Новой Англии, Атлантический океан).

## Поведение
Является бентопелагическим видом — во время кормления спускается к морскому дну, а остальное время проводит плавая в нескольких метрах над ним. Питается мелкими беспозвоночными — бокоплавами, полихетами, мизидами, веслоногими рачками.